# Diane Johnson
Diane Johnson (Moline, 28 aprile 1934) è una scrittrice statunitense.

## Biografia
Diane Lain nasce il 28 aprile 1934 a Moline, nell'Illinois, da Dolph Lain e Frances Elder.
Educata allo Stephens College di Columbia, ottiene un B.A. nel 1957 all'Università dello Utah e un M.A. nel '66 e un dottorato nel '68 all'Università della California.
Insegnante d'inglese all'Università della California, Davis dal 1968 al 1987, pubblica i suoi primi due romanzi durante gli anni universitari.
Sul finire degli anni settanta viene scelta dal regista Stanley Kubrick, che era stato colpito dal romanzo The Shadow Knows, come collaboratrice nella stesura della sceneggiatura di Shining.
Autrice di 11 romanzi, una raccolta di racconti, un memoir e 5 opere di saggistica, giunge tre volte finalista al National Book Award ed entra due volte nella shortlist del Premio Pulitzer.

## Vita privata
Nel 1953 sposa B. Lamar Johnson, Jr e dal loro matrimonio nascono Kevin, Darcy, Amanda, Simon. Divorziatasi, nel 1968 convola a nozze con il professore di medicina John Frederic Murray.

## Opere

### Romanzi
- Fair Game (1965)
- Loving Hands at Home (1968)
- Burning (1971)
- The Shadow Knows (1974)
- Lying low (1978)
- Persian Nights (1987)
- Health and Happiness (1990)
- Le Divorce (1997)
- Le Mariage (2000)
- L'Affaire (2003)
- Lulu in Marrakech (2008)
- Lorna Mott torna a casa[11] (Lorna Mott Comes Home, 2021), Roma, Atlanride, 2022 traduzione di Chiara Manfrinato ISBN 9791280028167.

### Racconti
- Itinerari stupefacenti: racconti di una viaggiatrice (Natural Opium), Milano, Feltrinelli Traveller, 1993 ISBN 88-7108-105-6.

### Saggi
- The True History of Mrs. Meredith and Other Lesser Lives (1972)
- Dashiell Hammett: A Life (1983)
- Natural Opium: Some Travelers' Tales (1993)
- Terrorists and Novelists: Essays (1982)
- Into a Paris Quartier: Reine Margot's Chapel and Other Haunts of St.-Germain (2005)

### Memoir
- Flyover Lives: A Memoir (2014)

## Filmografia
- Shining, regia di Stanley Kubrick (1980) (co-sceneggiatrice)
- Le Divorce - Americane a Parigi (Le Divorce), regia di James Ivory (2003) (soggettista)

## Premi e riconoscimenti
- Premio Pulitzer per la saggistica: 1983 finalista con Terrorists and Novelists
- Premio Pulitzer per la narrativa: 1988 finalista con Persian Nights
- National Book Award per la narrativa: 1979 finalista con Lying Low - 1997 finalista con Le Divorce
- National Book Award per la saggistica: 1973 finalista con Lesser Lives